# Liber (mitologia)
Liber, Liber Pater – rzymskie bóstwo urodzajów, często nazywane italskim Dionizosem.
Należał do dawnych bóstw staroitalskich, jego kult wywodził się z Lacjum. Początkowo związany z końmi i zbożem, łączony był z wegetacją i płodnością natury oraz z obrzędami związanymi z produkcją wina. Śladem dawnego kultu bóstwa były obchodzone 17 marca Liberalia. 
Jego małżonką i żeńską odpowiedniczką była Libera. Razem z Ceres i Liberą należał do tzw. triady plebejskiej, której wybudowano świątynię w Rzymie na Awentynie w czasie wojny z Latynami. Świątynię poświęcono w 493 p.n.e. za konsulatu Spuriusza Kassjusza, trzy lata po ślubowaniu jej wzniesienia przez dyktatora Aulusa Postumiusa.
Podobnie jak większość najstarszych wiejskich bóstw latyńskich, nie posiadał własnych mitów. Obdarzano go przydomkiem Pater, co miało świadczyć o dawności jego kultu. Dość wcześnie utożsamiony z greckim Dionizosem-Bakchusem, czczony był jako Bakchus-Liber.